# ورزشگاه استاد دو لا بوژوار
ورزشگاه دو لا بوژوار (انگلیسی: Stade de la Beaujoire) یک ورزشگاه فوتبال و راگبی در شهر نانت، فرانسه است.
این ورزشگاه که در سال ۱۹۸۴ تأسیس شده دارای ۳۸٬۱۲۸ نفر ظرفیت می‌باشد و یکی از ورزشگاه‌های جام جهانی فوتبال ۱۹۹۸ و جام ملت‌های اروپا ۱۹۸۴ بوده است.